# Satélite militar
Un satélite militar es un satélite artificial usado para el propósito militar, a menudo para recolección de inteligencia, como un satélite de comunicaciones usado para propósitos militares, o como un arma.

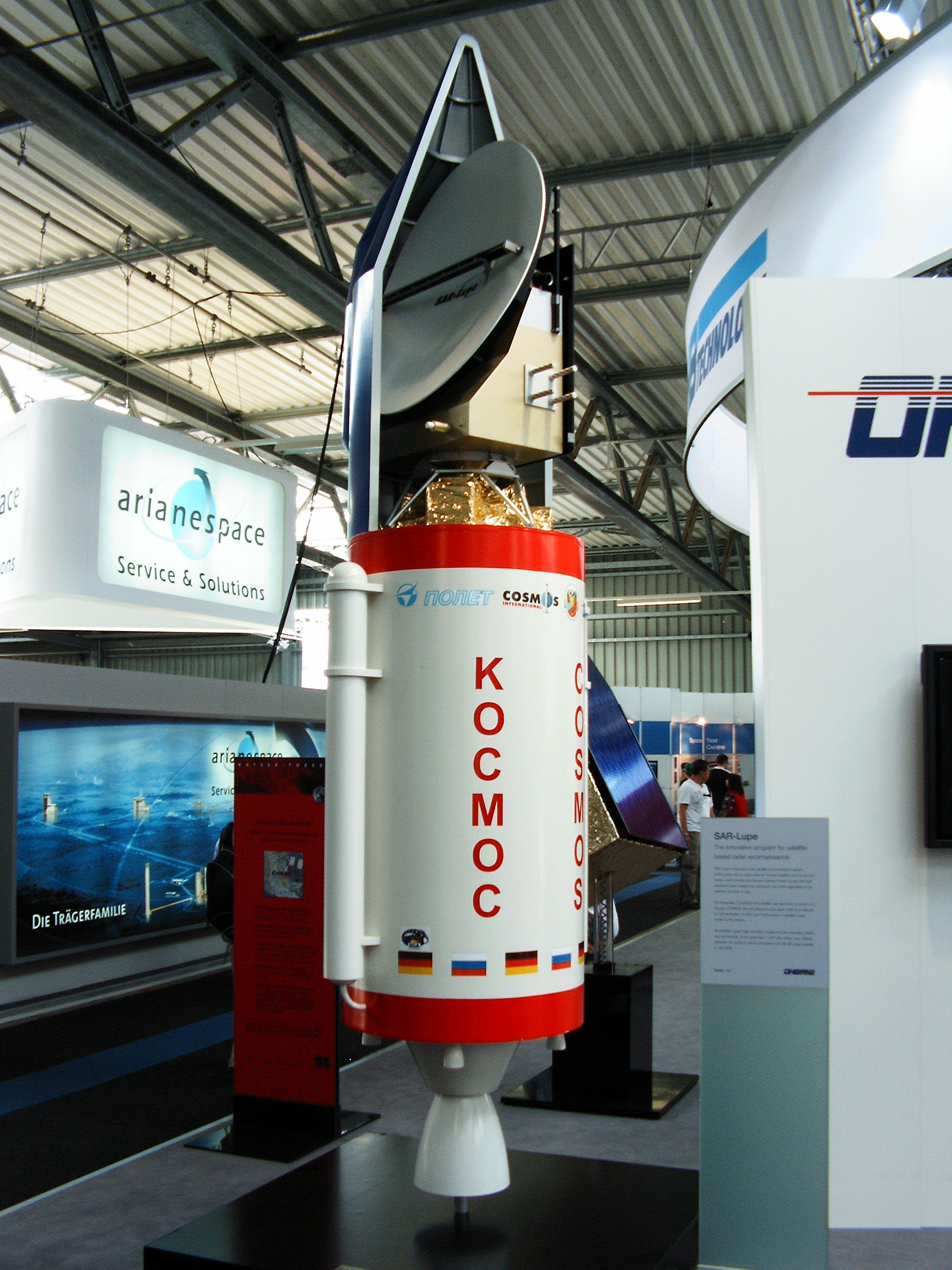
Un modelo del satélite de reconocimiento Alemán SAR-Lupe dentro del cohete Cosmos-3M.

## Descripción
Un satélite por sí mismo no es ni militar ni civil. Es el tipo de carga útil que lleva lo que le permite a uno llegar a una decisión con respecto a su carácter militar o civil. Sin embargo, incluso la distinción anterior es ahora difusa. Por ejemplo, un satélite civil puede transportar transpondedores militares y viceversa. Los satélites civiles comerciales también son conocidos por llevar a cabo tareas militares incluyendo posibilitar comunicaciones e imágenes militares. Al mismo tiempo, satélites militares como los GPS NAVSTAR tienen más usuarios civiles que usuarios militares. A pesar de las posibilidades anteriores, los satélites que tienen usos puramente militares son conocidos como satélites militares.

## Industria del satélite militar
La demanda por comunicaciones militares vía satélite a partir de 2009, está estimada en 390 TPE (transpondedor equivalente) para las bandas C, Ku, y Ka. La corporación Futron proyecta un aumento de 300 unidades hasta 2019, o una tasa del 5,6 por ciento de crecimiento por año durante diez años. La demanda de comunicaciones militares vía satélite en 2009 está estimada en 16 Gbit/s, se espera que crezca a 28 Gbit/s en 2019. La mayor demanda por satélites militares procede de los EE.UU. La demanda de las fuerzas internacionales de seguridad está creciendo también, especialmente de los estados de la OTAN y el Oriente Medio. Los satélites militares están siendo más indispensables en la zona de operaciones, además de uso en "país de origen" para entrenamiento, redistribución de datos y como red intermedia (backhaul).

## Uso por las Fuerzas Armadas de los Estados Unidos
Las fuerzas armadas de los EE.UU mantienen redes de satélites internacionales con estaciones en tierra localizados en varios continentes. La latencia de la señal es una preocupación importante en las comunicaciones satelitales, por lo que los factores geográficos y meteorológicos juegan un rol importante en la selección de centros de comunicaciones satelitales. Dado que algunas de las principales actividades militares del ejército de EE.UU. están en territorios extranjeros, el gobierno de EE.UU. tiene que subcontratar los servicios de satélite a las compañías extranjeras con sede en las zonas con clima favorable.
Repetidor Militar Estratégico y Táctico, o MILSTAR (por sus siglas en Inglés), es una constelación de satélites militares administrados por la fuerza aérea de los Estados Unidos. Existen actualmente cinco satélites MILSTAR desplegados en órbita geoestacionaria para proveer banda ancha, banda estrecha y sistemas de comunicaciones militares protegidas. Los sistemas de banda ancha soportan transferencias de alta velocidad. Los sistemas protegidos ofrecen protección más sofisticada de seguridad así como características de anti-bloqueo y supervivencia nuclear, mientras que los sistemas de banda estrecha se destinan a los servicios básicos de comunicación que no requieren gran ancho de banda.